# Friedrich Kluge
Friedrich Kluge (21. června 1856 Kolín nad Rýnem – 21. května 1926 Freiburg im Breisgau) byl německý lexikograf, mladogramatik. Specializoval na etymologii němčiny. Jeho nejvýznamnější dílo Etymologisches Wörterbuch der deutschen Sprache (Etymologický slovník německého jazyka) poprvé vyšlo v roce 1883. Dosud vyšlo už ve 25. vydáních (poslední v roce 2011), jde o standardní dílo německé etymologie.

## Život
Komparativní lingvistiku a klasickou a moderní filologii vystudoval na univerzitě v Lipsku, Štrasburku a Freiburgu.
Byl profesorem němčiny na univerzitách v Jeně a Freiburgu.
- Seznam děl v Souborném katalogu ČR, jejichž autorem nebo tématem je Friedrich Kluge